# Lupus van Troyes

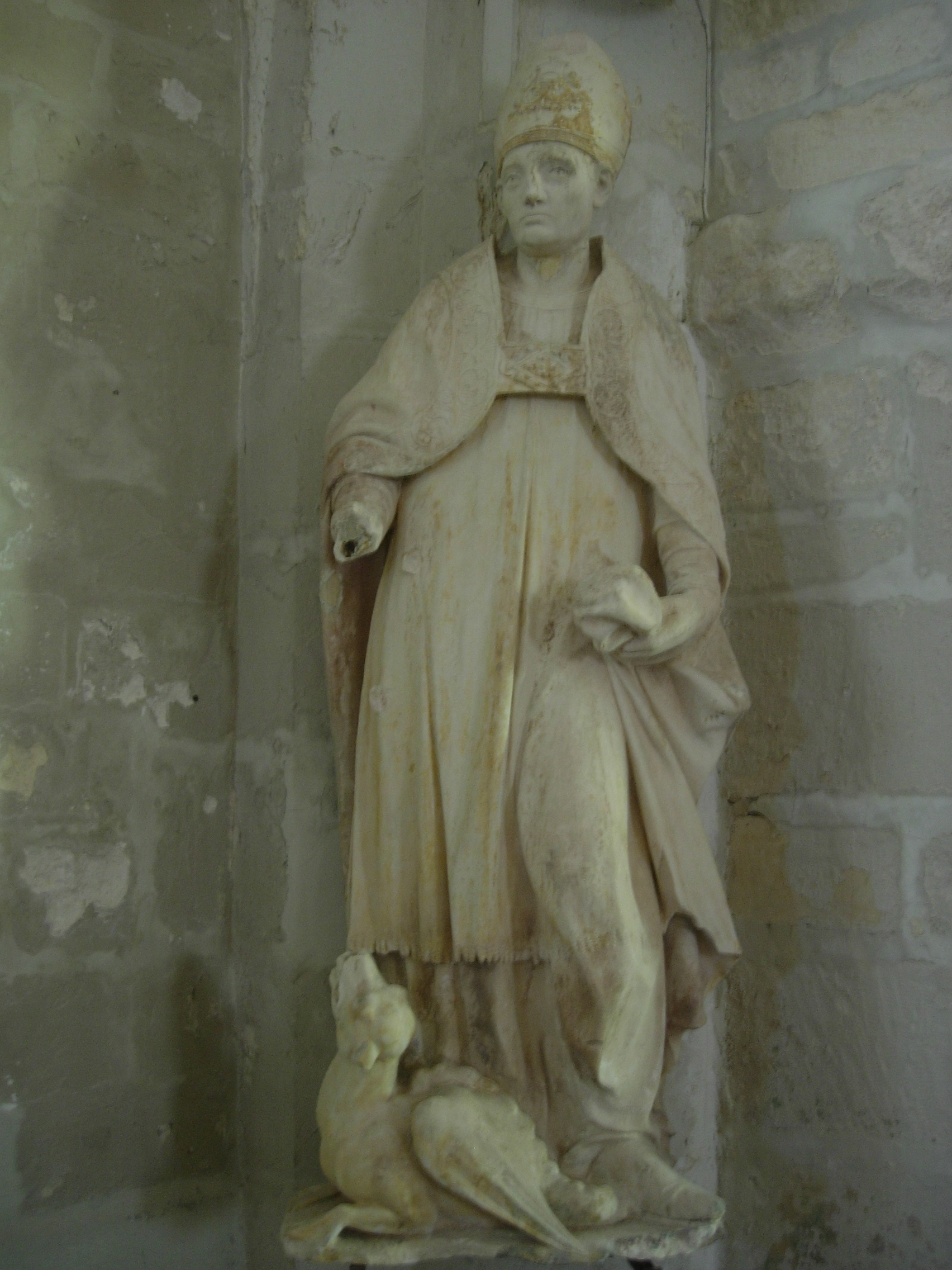
Lupus en de slangdraak

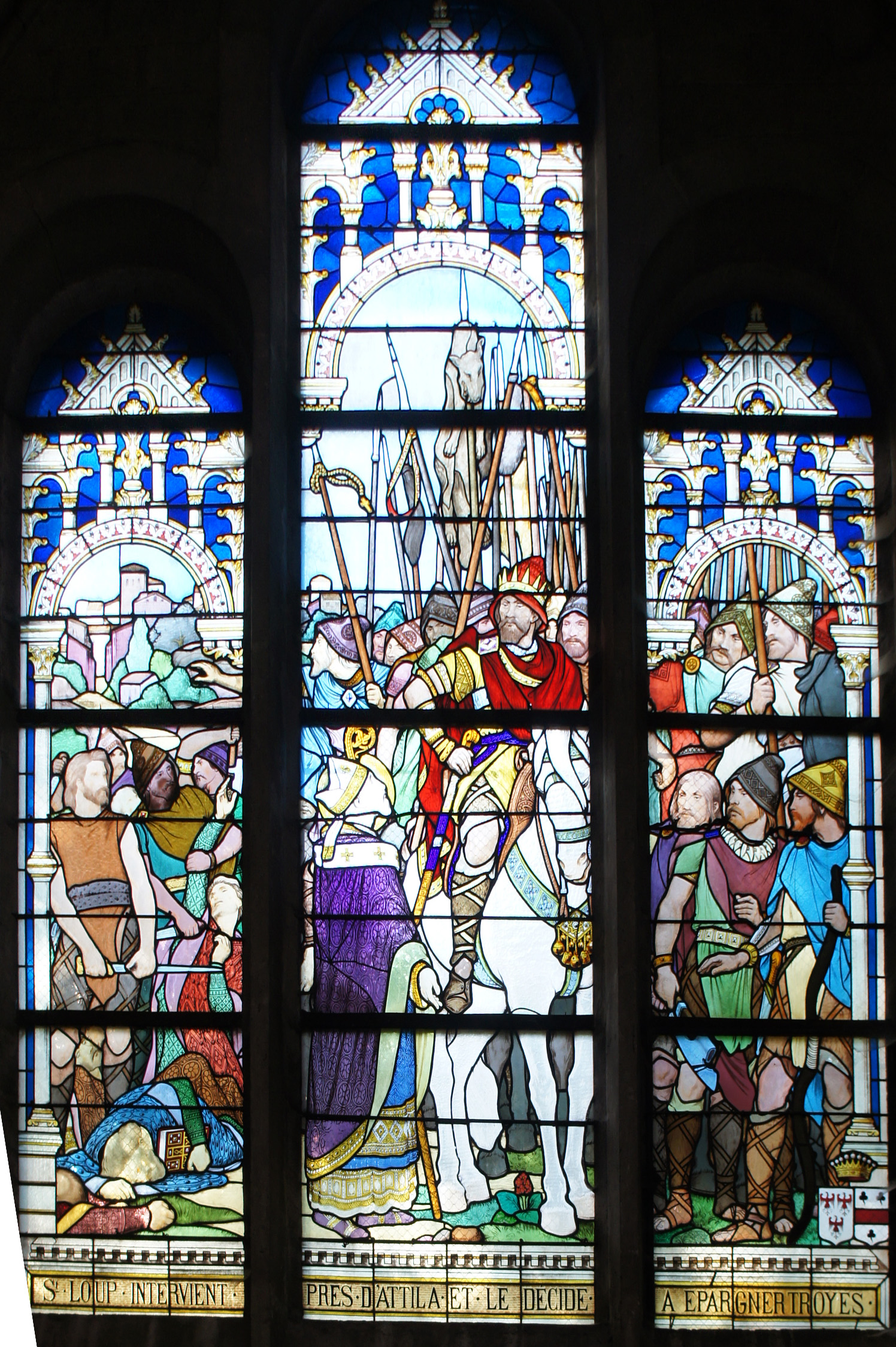
Legende waarbij Lupus de stad Troyes redde van plunderingen door Attila de Hun

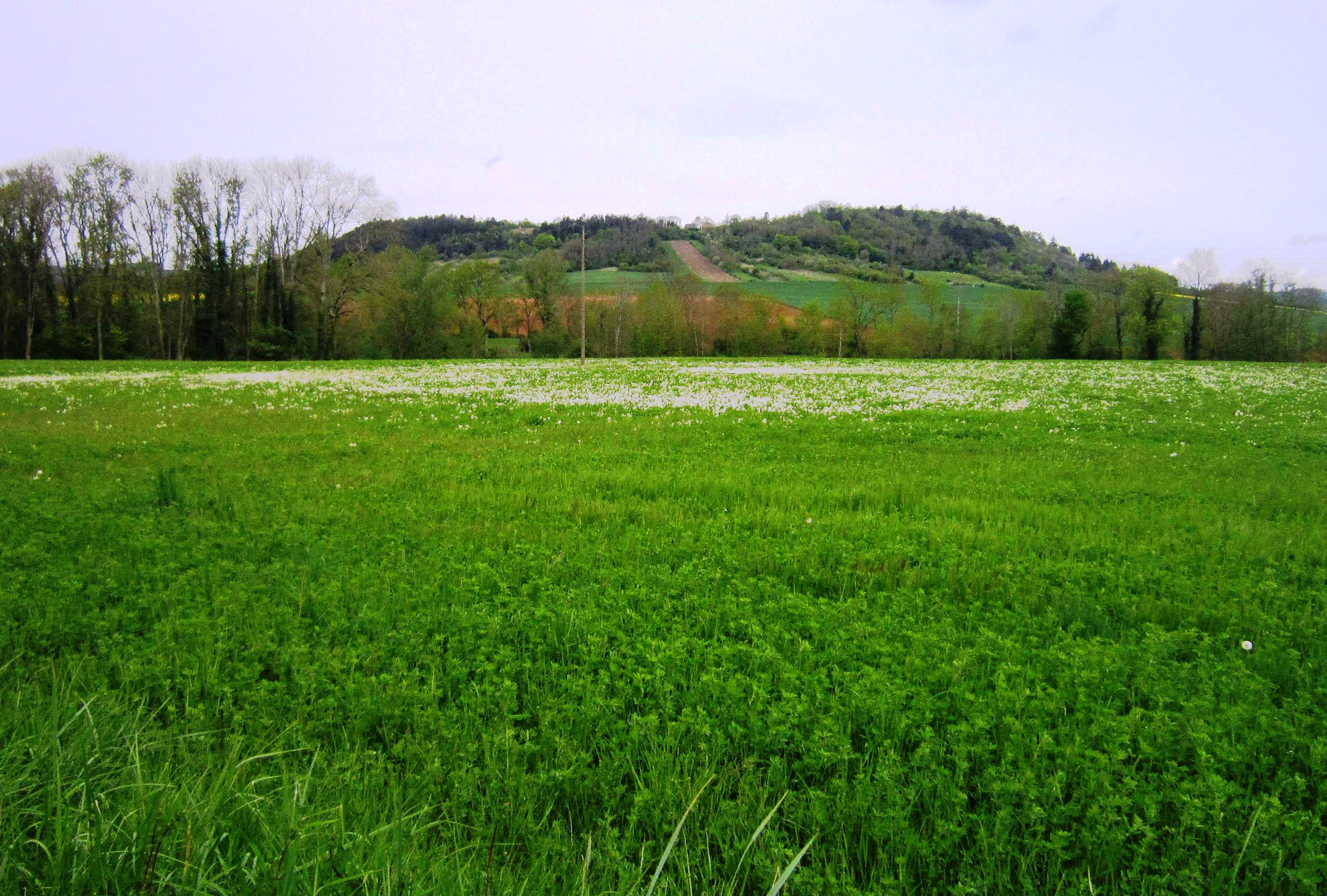
Kluizenaarsleven in Mont Lassois

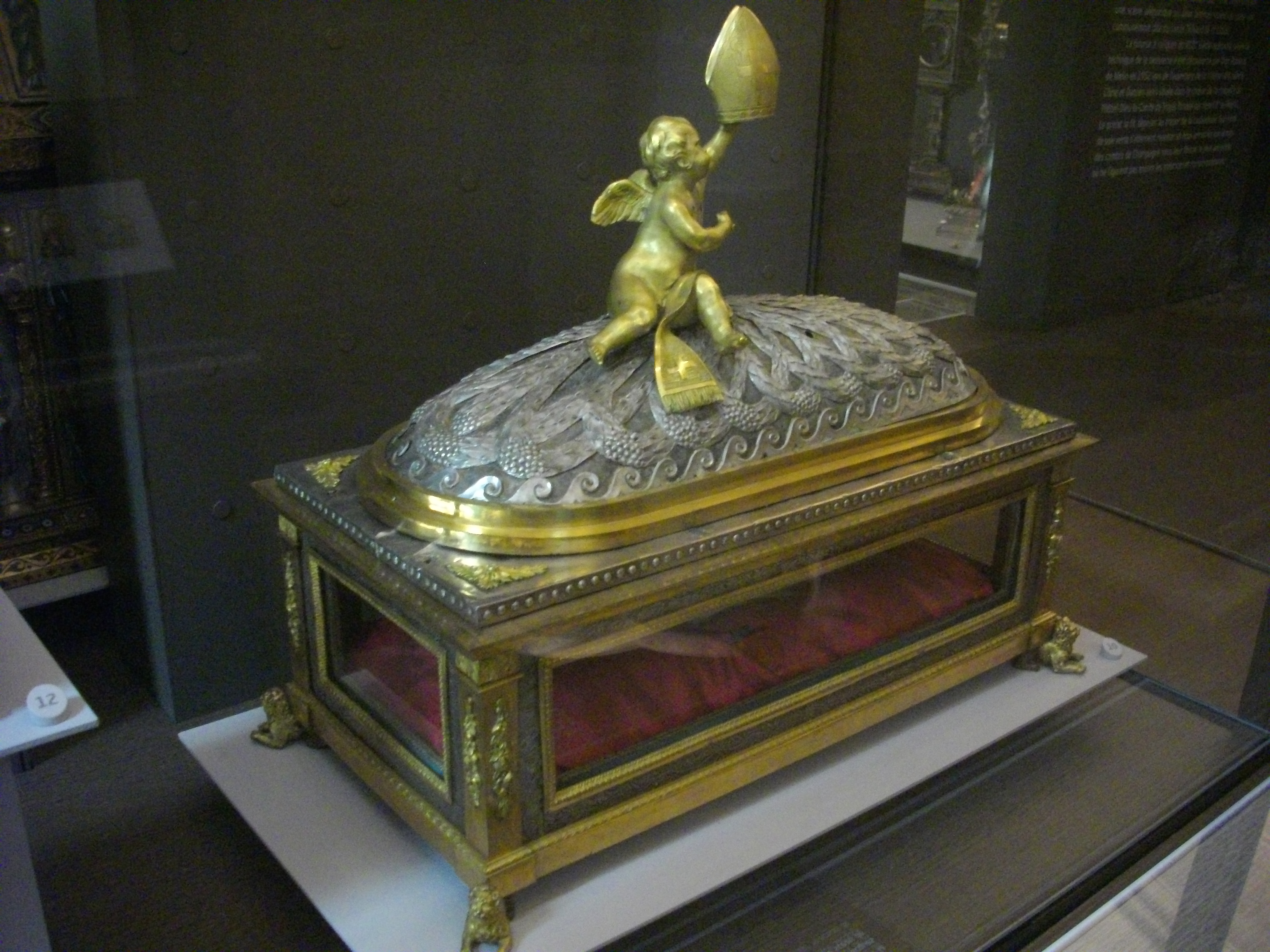
Relikwie in de kathedraal van Troyes

Lupus of Loup of Leu (Toul circa 383 - Troyes circa 478) is een van de vele (heilige) bisschoppen in Frankrijk met deze naam; hier gaat het om de bisschop van Troyes uit de 5e eeuw.

## Familie
Lupus werd geboren in een gegoede Gallo-Romeinse familie in Toul. De familie behoorde tot de Leuci die typisch woonden rond Toul, in de Romeinse provincie Gallia Lugdunensis. Lupus was een Gallo-Romeins jurist en werkte voor de gouverneur van de Leuci, Germanus. Deze Germanus werd later bisschop van Auxerre, maar hij was dat niet in het begin van de 5e eeuw. Lupus was gehuwd met Pimeniola, een van de zussen van de heilige Hilarius van Arles. Na zeven jaar huwelijk besloten Lupus en Pimeniola hun huwelijk als afgesloten te beschouwen. Met hun beider instemming gingen Pimeniola en Lupus in het klooster.

## Bisschop
Lupus trok naar het zuiden en leefde als monnik in het klooster van Lérins, onder leiding van Honoratus. In 426 werd hij tot priester en bisschop van Troyes gewijd in Sens. Zijn vroegere baas Germanus was ondertussen tot bisschop van Auxerre gewijd. Lupus en Germanus trokken naar Britannia in het jaar 429 met een dubbele opdracht: 1° de bestrijding van het pelagianisme en dus van de ontkenning van de erfzonde en 2° een verder onduidelijke strijd tegen de Saksen in Britannia. Deze reis was op bevel van paus Celestinus I. Na hun terugkomst in Gallia wijdde Lupus zijn krachten aan het bestuur van het bisdom Troyes. De latere bisschop Sidonius Apollinaris zou met lovende woorden schrijven over het krachtdadig bestuur van Lupus, en zelfs over de bestraffende taal naar sommige gelovigen toe.

## Legenden
Er zijn twee legenden verbonden aan de figuur van Lupus:
- De ontmoeting tussen Lupus en Attila de Hun (451). De boodschappers die bisschop Lupus had uitgestuurd naar de Hunnen waren gedood. Lupus sprak zelf met Attila en kon bekomen dat de Hunnen de stad Troyes spaarden. Troyes werd niet geplunderd. De Romeinse legioenen onder leiding van Aetius versloegen de Hunnen in de Slag op de Catalaunische Velden in 451. Attila eiste dat bisschop Lupus met hem meeging. De bisschopszetel was vacant[4]. Mogelijks keerde de Gallo-Romeinse bevolking zich tegen de 'collaborateur' Lupus[5], want van Lupus is beschreven dat hij een 5-tal jaren als een kluizenaar leefde in de heuvels van Mont Lassois (vandaag Chatillon-sur-Seine). Volgens de legende verrichtte hij  mirakels in de bossen.
- In de stad Troyes leefde er een slangdraak (Latijn: cocatrix). Lupus doodde dit reptiel en behoort sindsdien tot de lange reeks van sauroctone[6] heiligen.

## Dood
Rond 478 stierf Lupus na een lang bisschopsbestuur in Troyes. Hij zou de toen onwaarschijnlijke leeftijd gehaald hebben van 95 jaar. Aan Lupus zijn twee brieven toegeschreven, die tot vandaag zijn bewaard. Zijn graf stond in de (latere) kathedraal van Troyes. In 1794 werd het graf vernield. De kathedraal heeft de relikwie van zijn schedel tot vandaag bewaard.
De heilige Lupus werd eeuwen aanroepen voor mensen met allerhande geesteszieken, wat men toen toeschreef aan demonische krachten.